# Società Sportiva Iperzola Ponteroncariale 1997-1998
Questa voce raccoglie le informazioni riguardanti la Società Sportiva Iperzola Ponteroncariale nelle competizioni ufficiali della stagione 1997-1998.

## Rosa
| N. |                   | Ruolo | Calciatore         |
| -- | ----------------- | ----- | ------------------ |
|    | Italia (bandiera) | C     | Roberto Ardeni     |
|    | Italia (bandiera) | A     | Alessandro Baiesi  |
|    | Italia (bandiera) | A     | Daniele Beltrammi  |
|    | Italia (bandiera) | P     | Giuseppe Benatelli |
|    | Italia (bandiera) | C     | Gabriele Bocchi    |
|    | Italia (bandiera) | D     | Marco Biagini      |
|    | Italia (bandiera) | D     | Antonio Cavina     |
|    | Italia (bandiera) | P     | Giacomo Celeste    |
|    | Italia (bandiera) | D     | Gianfranco Ciccone |
|    | Italia (bandiera) | A     | Antonio Di Natale  |
|    | Italia (bandiera) | D     | Franco Farneti     |
|    | Italia (bandiera) | C     | Fabio Frisani      |
|    | Italia (bandiera) |       | Giglioli           |
|    | Italia (bandiera) |       | Greco              |
|    | Italia (bandiera) |       | Iannucci           |
|    | Italia (bandiera) | P     | Fabio Marchioro    |

| N. |                   | Ruolo | Calciatore            |
| -- | ----------------- | ----- | --------------------- |
|    | Italia (bandiera) | A     | Massimo Mezzini       |
|    | Italia (bandiera) | D     | Franco Micco          |
|    | Italia (bandiera) | A     | Fabio Modelli         |
|    | Italia (bandiera) | A     | Danilo Neri           |
|    | Italia (bandiera) | C     | Filippo Novello       |
|    | Italia (bandiera) | A     | Amedeo Pallante       |
|    | Italia (bandiera) | C     | Thomas Pinelli        |
|    | Italia (bandiera) | A     | Fabio Poli            |
|    | Italia (bandiera) | D     | Luca Salvalaggio      |
|    | Italia (bandiera) | D     | Gianclaudio Salvatore |
|    | Italia (bandiera) | D     | Gianluca Sarti        |
|    | Italia (bandiera) | A     | Dino Sicuranza        |
|    | Italia (bandiera) | A     | Davide Succi          |
|    | Italia (bandiera) | C     | Mirco Tomei           |
|    | Italia (bandiera) | C     | Andrea Venezia        |
|    | Italia (bandiera) | D     | Vincenzo Committante  |
|    | Italia (bandiera) | C     | Massimiliano Gabrieli |